# Spore: Galactic Adventures
Spore: Галактические приключения или Spore: Космические приключения (англ. Spore: Galactic Adventures) — многожанровая однопользовательская игра, созданная компанией Maxis и изданная Electronic Arts. В Северной Америке вышла 23 июня 2009 года, европейская версия была выпущена 26 июня 2009 года.

## Геймплей
«Spore: Галактические приключения» является дополнением оригинальной игры Spore. В этой игре исследование большого космоса становится гораздо интереснее. Сделайте вашего капитана настоящим героем. В дополнении «Spore: Галактические приключения» появляется новый редактор — Редактор приключений, который делится на «Создание приключений» и «Изменение приключений», и это главная особенность дополнения. А в редакторах снаряжения появляется редактор по снаряжению капитана. В вашем распоряжении 30 пустых планет, которые можно перевоплотить в сюжетную игру. В игре присутствуют 8 видов сюжетных линий для вашего приключения. В галактических приключениях можно создавать собственные формы рельефа, ставить объекты в любое место, увеличивать их и уменьшать, а также поднимать вверх или вниз, просто взяв объект из Споропедии. Также можно высадить на планету с приключением свою команду. Игроки со всего мира могут опубликовывать свои приключения на официальном сайте игры.

## Редактор приключений
Согласно Maxis, редактор приключений был сделан максимально простым и удобным. В редакторе приключений есть два режима для создания приключения: конструктор с различными объектами из игры, и режим терраформирования для изменения рельефа, температуры, цвета, атмосферы планеты и многого другого.
В конструкторе есть такие типы объектов, как:
- Существа — живые организмы из самых разных этапов игры.
- Техника — различная техника, которая может содержать детали для военных, торговых, религиозных или колониальных целей, и быть наземной, морской или воздушной. Космические корабли также считаются техникой.
- Постройки — строения, которыми являются ратуши, жилые дома, заводы и развлекательные центры.
- Объекты — иные предметы со всех этапов, например, фонтаны и контейнеры пряности, примитивный самолёт с этапа «Цивилизация», скелеты, камни и палки с этапа «Существо», каменные породы и растения.
- Игровые объекты — предметы, выполняющие особенную функцию, эксклюзивную для режима приключений: увеличитель здоровья лечит раны капитана, устройство для телепортации мгновенно перемещает существ в указанную точку, граната взрывается после броска, и так далее.
- Звук — звучание окружающей среды.
- Эффекты — объекты наподобие радуг и огоньков, которые играют только визуальную роль.

Всё, что можно создать в редакторе основной игры, размещаемого в приключении.
Режим терраформирования позволяет изменять ландшафт и внешний вид планеты.

## Отзывы
| Сводный рейтинг | Сводный рейтинг |
| Агрегатор       | Оценка          |
| --------------- | --------------- |
| GameRankings    | 69,65 %         |